# 中华人民共和国第十二届冬季运动会
中华人民共和国第十二届冬季运动会于2012年1月3日在吉林开幕，31日闭幕。本届冬运会首次将全运会中的冬季项目纳入比赛之中，金牌、奖牌和总分均计入第十二届全运会。